# Château Langoa Barton

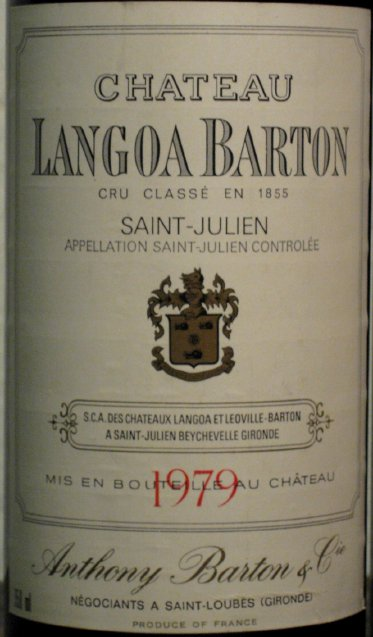
Château Langoa Barton 1979

Château Langoa Barton (ook wel gespeld als Langoa-Barton) is een wijndomein in Bordeaux en een derde cru uit het classificatiesysteem voor Bordeauxwijn van 1855. Het ligt in het dorp Saint-Julien. De totale oppervlakte van de wijngaarden is ongeveer 20 ha met een aanplant van cabernet sauvignon (70%), merlot (20%) en cabernet franc (10%). De gemiddelde leeftijd van de wijnstokken is 25 jaar. De gemiddelde productie per jaar is 8.000 kisten van 12 flessen.
"Langoa Barton en Léoville Barton worden gevinifieerd, gerijpt, gebotteld en opgevoed onder het dak van Langoa Barton. De stijlkenmerken van deze wijnen komen sterk overeen, maar Langoa is niet zo geconcentreerd of karakteristiek als de Léoville. Het is niettemin een aangename wijn, met behoorlijk vol, helder cabernet-fruit, mooi uitgebalanceerd door de zuurgraad en ondersteund door nieuw eiken. Net als bij de Léoville was er een kleine dip in de kwaliteit aan het einde van de jaren 1970, begin jaren 1980 toen het beheer door Roland Barton tegen het einde liep. Sindsdien is de kwaliteit beter dan ooit tevoren." "Net als de Château Léoville Barton is dit een vrij strenge, mooie, geurige wijn. De cabernet-druif overheerst in de smaak, hetgeen deze wijn een mannelijk karakter geeft. In de geslaagde jaren een zich langzaam ontwikkelende wijn. De wijn kan beschouwd worden als een lichte Léoville Barton."

## Geschiedenis van het château
Net als de familie Lynch van Château Lynch-Bages liggen de wortels van de familie Barton in Ierland. Maar een belangrijk verschil met hen is dat de Bartons protestant zijn en dat zij tot de dag van vandaag nog landgoederen bezitten in Ierland.
Hugh Barton was de kleinzoon van "Franse Tom", die in Bordeaux kwam in 1725 en al snel een belangrijke wijnhandelaar werd (Barton & Guestier). In 1821 kocht hij Château Langoa Barton en kort daarna was hij in staat een aanbetaling te doen voor de aankoop van een deel van het domein Léoville (zie bij Château Léoville Barton). Sindsdien worden zowel Langoa als Léoville Barton gevinifieerd op het château Langoa. Langoa Barton is het château in Bordeaux dat het langst in handen van één familie is gebleven en nog steeds is.